# Paravilla perplexa
Paravilla perplexa är en tvåvingeart som först beskrevs av Daniel William Coquillett 1887.  Paravilla perplexa ingår i släktet Paravilla och familjen svävflugor. Inga underarter finns listade i Catalogue of Life.